# Vinzenz von Lérins
Vinzenz von Lérins oder Vincenz von Lerinum, auch Vincenz, Vincent, Vincentius; Lerin; lateinisch: Vincentius Lerinensis, (* unbekannt; † zwischen 434 und 450 vermutlich in Lérins) war ein Mönch und theologischer Autor. In der katholischen und orthodoxen Kirche wird er als Heiliger und Kirchenvater verehrt.
Vinzenz ist berühmt wegen seines Leitsatzes (griech.-lat. Kanon), dass das, „was überall, immer, von allen geglaubt worden ist“, wirklich katholisch sei. Im Vaticanum I fand sein „zweiter Kanon“ über den Fortschritt der Lehre – ihre Ausfaltung in der Geschichte – Anwendung, um die dogmatischen Definitionen von 1854 und 1870 zu legitimieren.

## Leben
Über das Leben des Vinzenz von Lérins ist nur wenig bekannt, das meiste basiert auf vagen Schlüssen. Sicher ist nur, dass er im Jahr 434 unter dem Pseudonym Peregrinus (Pilger) ein Werk mit dem Titel Commonitorium geschrieben hat. Dies überliefert uns Gennadius in seinem Schriftstellerkatalog. Ferner bezeichnet er Vinzenz als sowohl profan als auch religiös gut gebildeten Mann, der Priester „beim Kloster Lérins“ gewesen sei. Sein Todesdatum gibt er mit den Regierungszeiten der Kaiser Theodosius II. und Valentinian III. an, d. h. zwischen 425 und 450. Im Commonitorium findet sich zudem ein Verweis auf das Konzil von Ephesos, das „vor drei Jahren“ stattgefunden habe. Folglich muss die Zeit der Abfassung um 434 und Vinzenz noch am Leben gewesen sein. Aus einigen Stellen bei Vinzenz’ Mitbruder Eucherius von Lyon wollte Adolf Jülicher schließen, Vinzenz müsse auch im Jahre 445 noch am Leben gewesen sein. Diese Auffassung wird aber nur von wenigen Autoren geteilt.
Im Commonitorium selbst finden sich einige autobiographische Angaben im ersten Kapitel. Aufgrund der sehr blumigen Sprache sind diese aber schwer zu deuten. Die wahrscheinlichste Deutung der Stellen ist, dass Vinzenz zunächst ein sehr weltliches Leben führte, bevor er ein Bekehrungserlebnis hatte und Mönch wurde. Es ist sehr unwahrscheinlich, dass er Soldat war, wie der Wortlaut zunächst annehmen ließe. Konkrete Details lassen sich aber nicht erschließen.
Aus den bereits angeführten Stellen bei Eucherius lässt sich allerdings mit einiger Sicherheit schließen, dass Vinzenz ein „leiblicher Bruder“ (germanus) des Lupus von Troyes war. Wäre dies der Fall, stammte Vinzenz aus einer adligen Familie Nordgalliens, genauer des heutigen Lothringens oder dessen angrenzenden Gebieten. Friedrich Prinz hat die These aufgestellt, dass das Kloster Lérins ein „Flüchtlingskloster“ war. Aufgrund von Barbareneinfällen, die ihrerseits durch die Hunnen verursacht wurden, sei das römische Reich an den Außengrenzen sehr unsicher geworden, was auch zur Verlegung der kaiserlichen Residenz von Trier in die heutige Provence führte. Viele Adlige folgten dem Kaiser und kamen so nach Südgallien. Dort hatte Honoratus von Arles, selbst aus Nordgallien, das Kloster Lérins gegründet, das in der Folgezeit vielen Flüchtlingen eine neue Heimat bot. Diese These kann auf Vinzenz auch insofern zutreffen, als er im Commonitorium deutlich eine klassische Bildung erkennen lässt. Unter anderem finden sich bei ihm Reminiszenzen an antike Autoren wie Cicero in einer Anzahl und Deutlichkeit wie bei kaum einem seiner Zeitgenossen.
Ob Vinzenz bis zu seinem Lebensende in Lérins blieb, ist zwar unklar, aber zumindest anzunehmen. Im Gegensatz zu vielen seiner berühmten Mitbrüder wurde er jedenfalls nie Bischof.
In der Zeit vom 17. bis in die Mitte des 20. Jahrhunderts wurde angenommen, dass Vinzenz zu den Semipelagianern gehörte. Einige Stellen im Commonitorium scheinen eine solche Deutung nahezulegen. Zudem wurden Vinzenz die eindeutig semipelagianischen Obiectiones Vincentianae zugeschrieben. Je länger diese These existierte, desto überzeugender wurde sie auch begründet. 1963 erschien aber eine Dissertation von William O’Connor, die sich ausschließlich mit diesen Begründungen auseinandersetzte und sie der Reihe nach widerlegte. Manchen Argumenten könnte zwar im Detail widersprochen werden. Dennoch zeigt diese Dissertation, dass es nicht als sicher gelten kann, dass Vinzenz Semipelagianer war. Hauptargument O’Connors ist dabei ein 1940 aufgefundenes Werk, das mit an Sicherheit grenzender Wahrscheinlichkeit Vinzenz zugeschrieben werden muss. Die Excerpta bestehen ihrem Titel entsprechend vor allem aus Exzerpten aus den Schriften Augustins. Da die Semipelagianer sich vor allem gegen die augustinische Gnadenlehre richteten, könne Vinzenz Augustinus nicht als Referenz anführen, ohne seine im Commonitorium aufgestellten Regeln zu verletzen – auch wenn er die Gnadenlehre in den Excerpta nur streift. Die These O’Connors, dass Vinzenz tatsächlich Augustinianer war, überzeugt aber nicht annähernd so gut. Die Frage muss nach wie vor als ungelöst gelten.
Vinzenz wurde schon bald nach seinem Tod in Lérins und später auch in Rom als Heiliger verehrt. Sein Gedenktag ist der 24. Mai.

## Lehre

### Der sogenannte Kanon
Am bekanntesten ist Vinzenz für seine Definition der katholischen Tradition. Diese wird für gewöhnlich auf den „Kanon“ verkürzt, dass zu glauben sei, „quod ubique, quod semper, quod ab omnibus creditum est“ (Commonitorium II, 5) als Kennzeichen der wahren Autorität. Seit der Zeit der Romantik hat sich zudem ein häufiger Zitierfehler eingeschlichen, der das „semper“ vor das „ubique“ zieht. Der ganze Absatz (Commonitorium II, 5–6) lautet:
„[5] In eben jener katholischen Kirche selbst ist mit größter Sorgfalt dafür zu sorgen, dass wir halten, was überall, was immer, was von allen geglaubt wurde. Denn das ist wirklich und wahrhaft katholisch, was, wie der Name und Grund der Sache erklären, alle insgesamt umfasst. [6] Aber diese Regel werden wir befolgen, wenn wir der Universalität, dem Alter, der Übereinstimmung folgen. Wir folgen aber demgemäß der Universalität, wenn wir bekennen, dass der eine Glaube wahr ist, den die gesamte Kirche in der ganzen Welt bekennt; dem Alter aber so, wenn wir in keiner Weise von den Meinungen abweichen, von denen feststeht, dass unsere heiligen Vorgänger und Väter sie vertreten haben; der Übereinstimmung, in gleicher Weise, wenn wir uns in jenem Altertum [gemeint ist die Zeit der Vorgänger und Väter] an die Definitionen und Meinungen aller oder wenigstens fast aller Priester und Lehrer halten.“
Abgesehen von der Formulierung ist hier nichts zu finden, was nicht bereits bei Irenäus von Lyon und Tertullian erarbeitet wurde. Vinzenz’ eigenständige Leistung besteht hingegen in der Erarbeitung eines Fortschrittsprinzips (vgl. Theologie).
Aus orthodoxer Sicht hat der Westen den Leitsatz des Vinzenz, dass katholisch ist, „was überall, immer, von allen geglaubt worden ist“, eigenmächtig verworfen, da er dem kirchlichen Glaubensbekenntnis von Nikäa und Konstantinopel (Nicäno-Konstantinopolitanum) den Zusatz „Filioque“ eingefügt hat. Damit hat er aus orthodoxer Sicht seine Katholizität eingebüßt.

### Theologie
Vinzenz war als Theologe wenig originell. Sein wesentliches Interesse lag in der Abwehr von Häresien in der Trinitätslehre und Christologie. Die Gnadenlehre streift er nur am Rande mit der Verurteilung von Pelagius. Ein besonderes Gewicht legt er auf die Widerlegung seines Zeitgenossen Nestorius, der in Ephesos bereits verurteilt wurde. Dieses Interesse wird schon im Mittelteil des Commonitoriums deutlich, die Excerpta behandeln ausschließlich diese Themen.
Eigentlicher Inhalt des Commonitorium ist aber die Frage nach der Tradition. Wie kann sicher entschieden werden, welche von zwei sich widersprechenden Lehren die richtige sei? Vinzenz gibt darauf eine mehrgliedrige Antwort: Zunächst sei es natürlich die Heilige Schrift, die in sich vollkommen ausreichend sei. Doch habe sich gezeigt, dass gerade die Irrlehrer ihre Häresien mit einer Vielzahl von Schriftzitaten belegen wollen, indem sie diese in ihrem Sinne auslegen. Daher müsse die kirchliche Tradition der Auslegung zur Schrift hinzutreten. Wie diese zu bestimmen sei, ist der eigentliche Inhalt des Commonitorium, nämlich nur das sei wirklich katholisch (nicht im konfessionellen Sinn des Wortes), „was überall, immer und von allen geglaubt worden ist“. Bestehe in der Gegenwart in einer Frage keine Lehrdifferenz, so sei diese Lehre fest zu glauben (überall). Ebenso ist fest zu glauben, was zwar heute umstritten ist, vor dem Aufkommen der Einwände aber durch alle Jahrhunderte in ein und derselben Weise geglaubt worden ist (immer). Gab es aber auch in früheren Zeiten schon Differenzen, so sei – soweit vorhanden – auf die Dekrete eines ökumenischen Konzils zurückzugreifen. Gibt es diese nicht, bliebe nur die mühsame Arbeit, alle Kirchenväter zu befragen und dann das zu glauben, was alle oder doch wenigstens fast alle einmütig bekannt haben.
Auch in diesem Punkt handelt es sich um keine eigenständige Leistung Vinzenz’. Vielmehr ist er stark von Irenäus und vor allem von Tertullian (De praescriptione haereticorum) abhängig. Sein eigentliches Verdienst liegt in der griffigen Formulierung und der Ausführung der Dreiteilung. Diese hält er aber bis zum Ende seines Werkes nicht konsequent durch. Daher ist anzunehmen, dass die Dreiteilung aus rein rhetorischen Gründen erfolgte (vgl. Scherließ: conversio). Somit muss angenommen werden, dass das Kriterium für Vinzenz die Übereinstimmung zwischen Gegenwart und Ursprung war, zwischen denen es keine echte Differenz geben könne.
Diese Annahme wird auch durch das 23. Kapitel gestützt, in dem Vinzenz der Frage nachgeht, inwieweit dann in der Religion Fortschritt möglich sei. Dafür finden sich keine traditionsgeschichtlichen Vorläufer, folglich muss es sich hierbei wohl um Vinzenz ureigene Gedanken handeln. Dies ist auch insofern wahrscheinlich, als der Fortschrittsgedanke sehr unvollkommen wirkt. Wesentliches Element ist der Vergleich mit dem organischen Wachstum, bei dem sich etwas verändert und doch dieselbe Identität behält. Dieser Gedanke wurde im Kontext der Geschichtsforschung des 19. Jahrhunderts bei John Henry Newman zentral und ging in die Konstitution Dei Filius des Ersten Vatikanums ein. Im Gegenzug verwarf eine Gruppierung mit Hilfe des „ersten Kanons“ die Konstitution Pastor Aeternus, in der die Unfehlbarkeit und der Jurisdiktionsprimat des Papstes definiert wurden. Aus dieser Gruppierung entstand dann bald die Altkatholische Kirche.

## Verehrung
Gedenktag in der katholischen und orthodoxen Kirche ist der 24. Mai.
2017 nahm die Russisch-Orthodoxe Kirche Vincent in ihren Heiligenkalender auf.

## Werke
- Commonitorium (Vinzenz von Lérins) (lateinische Ausgabe in: Corpus Christianorum (CCSL), Bd. LXIV: Foebadivs, Victricius, Leporivs, Vincentivs Lerinensis, Evagrivs, Rvricivs, herausgegeben von Roland Demeulenaere. Brepols, Turnhout 1985.)
  - Deutsche Übersetzung von Gerhard Rauschen: Des Heiligen Vinzenz von Lerin Commonitorium. In: Bibliothek der Kirchenväter, Neue Serie, Bd. XX, Kösel, Kempten 1914.
- Vinzenz von Lérins: Commonitorium. Mit einer Studie zu Werk und Rezeption. Herausgegeben und kommentiert von Michael Fiedrowicz. Übersetzt von Claudia Barthold. Carthusianus, Mülheim 2011, ISBN 978-3-941862-04-3.
- Excerpta (neueste lateinische Ausgabe in: CCSL, Bd. LXIV; s. o.)
- evtl. auch: Obiectiones Vincentianae

### Fachlexika
- Jörg Ulrich: Vincentius von Lerinum. In: Religion in Geschichte und Gegenwart (RGG). 4. Auflage. Band 8, Mohr-Siebeck, Tübingen 2005, Sp. 1119–1120.
- Martien Parmentier: Vinzenz von Lérins (gest. vor 450 n. Chr.). In: Theologische Realenzyklopädie (TRE). Band 35, de Gruyter, Berlin / New York 2003, ISBN 3-11-017781-1, S. 109–111. (abgerufen über De Gruyter Online)

### Aktuelle Literatur
- Sebastian Berndt: Kontext und Interpretation. Über die Abhängigkeit der Interpretation vom Kontext anhand des „Kanons“ von Vinzenz von Lerin. Bautz, Nordhausen 2007, ISBN 978-3-88309-383-3.
- Torsten Krannich: Von Leporius bis zu Leo dem Großen. Studien zur lateinischsprachigen Christologie im fünften Jahrhundert nach Christus (= Studien und Texte zu Antike und Christentum 32). Mohr Siebeck, Tübingen 2005, ISBN 3-16-148795-8.
- Carsten Scherließ: Literatur und conversio. Literarische Formen im monastischen Umkreis des Klosters von Lérins. Lang, Frankfurt am Main 2000, ISBN 3-631-34760-X.
- Klaus-Gunther Wesseling: Vinzenz von Lerin. In: Biographisch-Bibliographisches Kirchenlexikon (BBKL). Band 12, Bautz, Herzberg 1997, ISBN 3-88309-068-9, Sp. 1432–1436 (Artikel/Artikelanfang im Internet-Archive).

### Ältere Literatur
- Friedrich Prinz: Frühes Mönchtum im Frankenreich. Kultur und Gesellschaft in Gallien, den Rheinlanden und Bayern am Beispiel der monastischen Entwicklung. Oldenbourg, München 1965; 2., durchgesehene und um einen Nachtrag ergänzte Auflage: Wissenschaftliche Buchgesellschaft, Darmstadt 1988, ISBN 3-486-45602-4.
- William O’Connor: Saint Vincent of Lerins and Saint Augustine. Was the Commonitorium of Saint Vincent of Lerins Intended as A Polemic Treatise Against Saint Augustine And His Doctrine on Predestination? In: Doctor Communis, Jg. 16 (1963), S. 123–257.
- Hubert Kremser: Die Bedeutung des Vincenz von Lerinum für die römisch-katholische Wertung der Tradition. Theologische Dissertation Hamburg 1959.
- Adolf Jülicher: Vincenz von Lerinum. Commonitorium pro catholicae fidei antiquitate et universitate adversus profanas omnium haereticorum novitates. Mohr, Freiburg 1895; 2., durchgesehene und überarbeitete Auflage: Mohr Siebeck, Tübingen 1925.